# Scolopostethus thomsoni
Scolopostethus thomsoni ist eine Wanze aus der Familie der Rhyparochromidae.

## Merkmale
Die Wanzen werden 3,4 bis 4,0 Millimeter lang. Die Arten der Gattung Scolopostethus sind schwer bestimmbar. Sie haben auf der Unterseite der Schenkel (Femora) der Vorderbeine einen großen und mehrere kleine Dornen. Außerdem tragen sie auf der Mitte des Seitenrandes des Pronotums einen großen blassen Fleck. Scolopostethus thomsoni ist fast immer brachypter, hat also verkürzte Flügel. Die Art trägt vereinzelt Haare auf den Vorderflügeln. Die Musterung der Fühler kann auch bei der Bestimmung helfen, ist aber nicht immer verlässlich. In der Regel ist die Spitze des zweiten Segments schwarz, wie auch das ganze dritte und vierte Segment.

## Verbreitung und Lebensraum
Die Art ist jene der Gattung Scolopostethus, die am weitesten verbreitet ist und in Mitteleuropa am häufigsten vorkommt. Sie ist holarktisch verbreitet und in Europa vom Mittelmeerraum bis in den hohen Norden anzutreffen. Nach Osten erstreckt sich das Verbreitungsgebiet über Sibirien und Zentralasien bis nach Japan. Sie kommt auch in Nordamerika vor. In Mitteleuropa ist die Art weit verbreitet und häufig und steigt in den Alpen bis weit über 1000 Meter Seehöhe. Die Art kommt überall dort vor, wo auch die Große Brennnessel (Urtica dioica) vorkommt, tritt also in fast allen trockenen bis feuchten Lebensräumen unabhängig von der Bodenbeschaffenheit auf.

## Lebensweise
Die Tiere saugen polyphag an den Samen vieler krautiger Pflanzen und Gehölze, ist aber ähnlich und noch mehr wie Scolopostethus affinis an Brennnesseln (Urtica) und insbesondere die Große Brennnessel gebunden. Die Nymphen benötigen für eine optimale Entwicklung und später eine entsprechende Eiproduktion Die Samen dieser Pflanzen. Entsprechend häufig findet man die Nymphen und Imagines auf diesen Pflanzen beim Saugen an den Samen. Wie auch die meisten anderen Arten der Gattung erfolgt auch bei dieser Art die Eiablage im Mai und treten die adulten Tiere der neuen Generation ab Ende Juli bis Anfang August auf. Unter günstigen Bedingungen kann aber auch eine unvollständige zweite Generation pro Jahr ausgebildet werden, von der die Nymphen im dritten bis fünften Stadium überwintern. Die Eiablage kann nicht nur am Boden, sondern auch um die Blütenstände der Brennnesseln erfolgen.

## Belege